# Термінове занурення (фільм)
Термінове занурення (англ. Crash Dive) — американський бойовик 1997 року.

## Сюжет
Екіпаж атомного підводного човна рятує жертв аварії корабля, але жертви виявляються терористами і захоплюють підводний човен. Тільки колишній морпех може врятувати екіпаж, проникнувши на борт човна, що вже перебуває під водою.

## У ролях
- Майкл Дудікофф — Джеймс Картер
- Фредерік Форрест — адмірал Пендлтон
- Рейнер Шене — Ріхтер
- Джей Аковоне — Мерфі
- Клей Грінбуш — Макдональд
- Кетрін Белл — лейтенант-командер Ліза Старк
- Майкл Кавана — капітан Ланге
- Сайрус Фармер — Вагер
- Тайм Вінтерс — Сапріч
- Елена ДеБурдо — Блоенн
- Павел Лічнікофф — Ньютон
- Міо Р. Джакула — Аваллон
- Крістофер Тітус — Дент
- Бріттейн Маркус — Томмі
- Адам Дж. — Робінсон
- Джон Лафаєтт — командер Крайтон
- Майкл Копелов — Блок
- Марті Йост — Коллінз
- Ашок Амрітрадж — матрос
- Сьюзен Лонерган — Сьюзен
- Тріп Рід — Рой
- Крістіан Свенссон — Дрейк
- Джеймс Чанкін — Дейлі
- Меттью Р. Андерсон — матрос